# Conseil européen extraordinaire du 17 au 21 juillet 2020
Le Conseil européen extraordinaire du 17 au 21 juillet 2020 est convoqué pour trouver un accord entre les dirigeants de l'Union européenne sur le plan de relance pour faire face à la crise de la Covid-19 et sur le cadre financier pluriannuel de l'UE pour la période 2021-2027. Après de difficiles négociations, les vingt-sept dirigeants de l'UE s'accordent sur un plan de relance de 750 milliards d'euros, rendu nécessaire par la pandémie de Covid-19, qui a fait plus de 200 000 morts sur le Vieux Continent et plongé l’économie européenne dans une récession sans précédent. 
Pour financer ce plan, la Commission européenne empruntera sur les marchés au nom de tous les États membres. Sur les 750 milliards d’euros affectés au plan de relance, 360 milliards seront prêtés aux États membres qui devront les rembourser, et 390 milliards leur seront transférés d’ici à 2023, sous forme de subventions qui, elles, seront remboursées par les Vingt-Sept. Ces moyens financiers, qui viendront abonder le budget communautaire de 1 074 milliards sur la période 2021-2027, aideront en priorité les pays les plus touchés par la crise, l’Italie, l’Espagne, et dans une moindre mesure la France.

## Contexte
Le plan de relance présenté le 27 mai par la Commission européenne comme point de départ aux discussions entre les Vingt-Sept représente un montant total de 750 milliards d’euros pour aider l’Europe à sortir de la crise, financés par un emprunt commun, répartis entre 500 milliards de subventions aux États membres qui en ont le plus besoin, et 250 milliards de prêts à taux très favorables. Ce plan de relance reprend pour l'essentiel les propositions formulées conjointement par Angela Merkel et Emmanuel Macron le 18 mai précédent. Il s'additionne au cadre financier pluriannuel (CFP) 2021-2027 pour lequel la Commission propose qu'il soit de 1 100 milliards d'euros. Les fonds additionnels empruntés par l'UE au titre du plan de relance doivent financer des prêts adossés et des dépenses engagées par l'intermédiaire des programmes du CFP.
Ce plan de relance suscite l'opposition de plusieurs pays dits « frugaux » Pays-Bas, Autriche, Danemark et Suède, dont le chef de file est de facto le premier ministre néerlandais, Mark Rutte. Opposés par principe aux subventions, ces pays du « Nord » souhaitent surtout disposer d’un droit de veto qui leur permettrait de bloquer les fonds si les réformes envisagées par les bénéficiaires, essentiellement les pays du « Sud » très endettés, ne sont pas assez structurelles ou ne sont ensuite pas mises en œuvre,.
Après de nombreuses consultations avec les États membres, le président du Conseil européen, Charles Michel, présente le 10 juillet des propositions qui intègrent certaines modifications des propositions faites par la Commission afin de faciliter l'atteinte d'un accord de compromis durant le sommet. Le cadre financier pluriannuel (CFP) proposé s'élève à un total de 1 074 milliards d'euros pour la période 2021-2027,.
Ce Conseil européen a lieu quelques jours après le début de la présidence allemande du Conseil de l'Union européenne. La chancelière Angela Merkel joue un rôle clé pour convaincre les pays réticents d'adopter le plan de relance ambitieux mis sur la table par Charles Michel.
Les dirigeants européens se retrouvent pour la première fois réunis physiquement à Bruxelles depuis le début de la pandémie de Covid-19 en Europe. Le Conseil est prévu pour durer deux jours, les 17 et 18 juillet. Faute d'accord, les dirigeants prolongent par deux fois le Conseil dans une ambiance souvent tendue, aucun des dirigeants ne voulant prendre la responsabilité d'un échec tant l'enjeu est grand pour l'Union européenne. Un accord historique à plus d'un titre est finalement trouvé dans la nuit de lundi 20 à mardi 21 juillet.
La mise en œuvre effective de cet accord nécessitera, avant que la Commission ne commence à emprunter sur les marchés, que les Parlements des États membres votent l’augmentation du plafond de ressources du budget de l’UE.
La question du développement de nouvelles ressources propres de l'UE afin de rembourser l'emprunt communautaire de 750 milliards d'euros n'a pas été tranchée par l'accord du 21 juillet qui prévoit simplement « qu'au cours des prochaines années, l'Union s'efforcera de réformer le système des ressources propres et d'introduire de nouvelles ressources propres » et liste les pistes qui seront étudiées.
Le Parlement européen doit se prononcer d'ici la fin de l'année 2020 sur le cadre financier pluriannuel 2021-2027. Un vote favorable ne semble pas acquis d'avance. Le 23 juillet, le Parlement adopte une résolution à une large majorité (465 pour, 150 contre, 67 abstentions) par laquelle il salue l'adoption du plan de relance mais « n'accepte pas en l'état l'accord politique sur le cadre financier pluriannuel 2021-2027 » et se déclare en conséquence « prêt à engager dès à présent des négociations constructives avec le Conseil pour améliorer leur proposition ».

## Conclusions du Conseil européen
Le 21 juillet 2020, le Conseil européen adopte des conclusions sur le plan de relance et le cadre financier pluriannuel pour la période 2021-2027.

### Plan de relance «Next Generation EU»
Pour financer ce plan de relance baptisé « Next Generation EU », la Commission européenne empruntera sur les marchés au nom de tous les États membres. Sur les 750 milliards d’euros affectés au plan de relance, 360 milliards seront prêtés aux États membres qui devront les rembourser, et 390 milliards leur seront transférés d’ici à 2023, sous forme de subventions qui, elles, seront remboursées par les Vingt-Sept. Ces moyens financiers, qui viendront abonder le budget communautaire de 1 074 milliards sur la période 2021-2027, aideront en priorité les pays les plus touchés par la crise, comme l’Italie, l’Espagne, ou dans une moindre mesure la France,.
L'argent sera distribué selon une clé de répartition tenant compte d’éléments structurels des économies des membres de l'UE, ainsi que de l’ampleur de la récession qui sera constatée. La France devrait toucher près de 40 milliards, qui lui permettront de financer en partie son propre plan de relance à 100 milliards, l’Espagne environ 60 milliards d'euros et l’Italie autour de 70 milliards.
Pour pouvoir toucher ces aides, les pays bénéficiaires présenteront au préalable un programme de réformes et d’investissements à mettre en œuvre d'ici 2023. Celui-ci devra être compatible avec les priorités de l’Union en matière de transitions climatique et numérique, et prévoir des réformes structurelles. Il sera validé par la Commission, ainsi que par les États membres, à la majorité qualifiée.

### Cadre financier pluriannuel
Le plan de relance est adossé au cadre financier pluriannuel de l'UE d'un montant total de 1 074 milliards d'euros pour les années 2021 à 2027, soit 154 milliards par an. L'accord entre les Vingt-Sept s'est conclu en augmentant de façon substantielle les rabais accordés aux pays « frugaux », qui jugent leurs contributions nettes au budget de l'UE disproportionnées. La correction accordée à l'Allemagne reste stable. Mais, par rapport à la proposition initiale de Charles Michel, ces hausses de rabais vont de 22% pour les Pays-Bas à 138% pour l'Autriche. Angela Merkel n'a toutefois pas affiché « de regrets » et souligné que « ces concessions font partie de l'esprit de compromis, même si ce dernier a été douloureux ». Emmanuel Macron a aussi défendu « des concessions proportionnées et nécessaires pour avoir l'essentiel, un plan de relance ambitieux ».
Ce budget de 1 074 milliards est inférieur aux 1 100 milliards proposés en mai par la Commission européenne, et surtout très loin des 1 300 milliards préconisés par le Parlement européen. La contribution moyenne des États membres de l'UE demeurera légèrement supérieure à 1 % de PIB, quand beaucoup appelaient à un effort plus marqué pour à la fois compenser le départ du Royaume-Uni, contributeur net, et financer les nouvelles priorités européennes. Pour obtenir l'accord des pays « frugaux » sur le plan de relance, plusieurs programmes communautaires ont été réduits. Ainsi, le Fonds européen de la défense, qui doit permettre de cofinancer par l'UE des projets industriels communs, ne sera doté que de 7 milliards d'euros, contre 13 milliards d'abord annoncé. L'espace bénéficiera en revanche d'un budget de 15,7 milliards. Le programme « EU4Health » est supprimé. Concernant la recherche, le programme « Horizon Europe » est doté de 81 milliards d'euros, et non des 100 milliards d'abord escomptés, malgré la priorité affichée pour le numérique, notamment dans la course à la 5G et à l'intelligence artificielle. Le programme Erasmus +, le plus populaire et le plus connu d'Europe, sera, lui, moins renforcé que prévu.
En cohérence avec le « Pacte vert » lancé par la Commission, 30 % du plan de relance et du budget pluriannuel de l’Union doivent être consacrés à des dépenses qui favorisent la transition climatique. Les dépenses réalisées dans le cadre du budget 2021-2027 et du plan de relance devront, en outre, respecter l’accord de Paris, le principe d’innocuité environnementale ainsi que les nouveaux objectifs climatiques de l’UE pour 2030.

## Réactions
Le matin du 21 juillet, dès la fin du Conseil, Angela Merkel et Emmanuel Macron tiennent une conférence de presse conjointe, qui illustre le rôle clef joué par le tandem franco-allemand depuis que les deux pays ont proposé conjointement le 18 mai un plan de relance qui repose sur un endettement commun. La chancelière allemande souligne que « l'Europe a montré qu'elle sait emprunter des voies nouvelles dans une situation exceptionnelle ».
L'éditorial publié par Le Monde le 21 juillet souligne que « l'accord, qui définit le cadre d’un plan de relance inédit pour réparer les dégâts provoqués par la pandémie de Covid-19, [est un] signal sans ambiguïté des Vingt-Sept sur leur volonté de préserver l’Union ». Le Figaro met l'accent sur  les interrogations qui demeurent sur l’utilisation des fonds et sur les ressources propres de l'UE après l’adoption du plan de relance massif.

## Sources

#### Documents de l'UE
- « Conclusions du Conseil européen, 17 au 21 juillet 2020 », sur Consilium, 21 juillet 2020.
- « Conseil européen extraordinaire, 17-21 juillet 2020 ».
- « Budget à long terme de l'UE pour la période 2021-2027 (informations générales et chronologie) », sur Consilium, juillet 2020.
- « Budget à long terme de l’UE pour la période 2021-2027: proposition de la Commission – Mai 2020 », sur Commission européenne, 2020.
- « Communication de la Commission européenne : L'heure de l'Europe: réparer les dommages et préparer l'avenir pour la prochaine génération », sur Commission européenne, 27 mai 2020.

#### Articles
- Alexis Feertchak, « Plan de relance européen : la France paiera-t-elle plus que ce qu'elle recevra ? », Le Figaro,‎ 22 juillet 2020 (lire en ligne).
- Claudia Cohen, « Plan de relance européen : comment les pays pourront-ils accéder aux fonds? », Le Figaro,‎ 22 juillet 2020 (lire en ligne).
- Anne Rovan, « Les Vingt-Sept s'accordent sur un plan de relance à 750 milliards d'euros », Le Figaro,‎ 21 juillet 2020 (lire en ligne).
- Jean-Pierre Stroobants et Virginie Malingre, « Un emprunt de 750 milliards d’euros et une solidarité difficilement forgée : les Européens s’accordent sur un plan de relance historique », Le Monde,‎ 21 juillet 2020 (lire en ligne).
- Anne Rovan, « Un sommet européen crucial pour la relance », Le Figaro,‎ 16 juillet 2020 (lire en ligne).
- « Un sommet européen pour tenter d’arracher un compromis sur le plan de relance de 750 milliards d’euros », Le Monde,‎ 16 juillet 2020 (lire en ligne).
- Thomas Wieder et Virginie Malingre, « Le plan de relance au cœur de la présidence tournante allemande de l’Union européenne », Le Monde,‎ 29 juin 2020 (lire en ligne).

## Compléments